# Pettneu am Arlberg
Pettneu am Arlberg je obec v Rakousku ve spolkové zemi Tyrolsko v okrese Landeck. K 1. lednu 2019 zde žilo 1500 obyvatel.

## Poloha
Obec leží v údolí Stanzer mezi Landeckem a Arlbergem. Údolí, kterým protéká řeka Rosanna, se nachází mezi pásmem Lechtaských Alp na severu a pásmem pohoří Verwall na jihu. Na jihu od obce se tyčí štít Hoher Riffler (3168 m n. m.).
Přes Pettneu probíhá Arlberg Schnellstraße (rychlostní silnice S16) s dopravním uzlem v Pettneu a státní silnice B197.
Obec tvoří hlavně město Pettneu a východně vesnice Schann a další osady. Pettneu sousedí se čtyřmi obcemi Flirsch, St. Anton am Arlberg, Kappl a Kaisers.

## Historie
Ve středověku získala obec na významu díky své poloze na východozápadní trase přes průsmyk Arlberg. Mimo to odtud vedly odbočky do Lechtal a do údolí Engadin. Pettneu bylo uváděno od roku 1300 jako Pudnev. Název pochází pravděpodobně od výrazu ponte novu nebo punt nou (nový most), který byl postaven na konci 18. století. Most byl příkladem dříve používaných dřevěných krytých mostů, které neměly železné spojovací prvky. Most byl 23. srpna 2005 zničen povodní na řece Rosanna.
V současné době, mimo zemědělství, je ekonomicky důležitý cestovní ruch. Pettneu využívá blízkost zimního střediska v St. Anton am Arlberg.

## Památky
- farní kostel Nanebevzetí Panny Marie (Mariä-Himmelfahrt) z 14. století v Pettneu[3]
- kostel svatého Rocha (hl. Rochus) v Schann z roku 1633, rekonstruován v první polovině 18. století[4]
- votivní kostelík na hoře Kalvareinberg z roku 1784[5]
- kaple svatého Šebestiána (Hl. Sebastian)[6]

## Doprava
Nejbližší železniční stanice se nachází v osm kilometrů vzdáleném St. Anton am Arlberg. Doprava je zabezpečena autobusovou dopravou.